# Chrysichthys brachynema
Chrysichthys brachynema, é uma espécie de bagre do lago Tanganica da família Claroteidae, ocasionalmente mantido em aquários. Este peixe pode ser listado como Amarginops brachynema.
Este peixe pode atingir até 77 centímetros. Habita áreas costeiras do lago e se alimenta principalmente de caranguejos.